# Toyota 1/X
Toyota 1/X (вимовляється «вуан-ексф») — концепт-кар легкового авто японської компанії Toyota Motor Corporation. Вперше представлена на Токійському автошоу у 2007 році.
Внутрішній простір концепту можна зіставити з автомобілем Prius. Однією з особливостей авто є те, що цей концепт з дизайном, призначеним для гармонійного співіснування з людьми і суспільством, важить вдесятеро менше, ніж інші автомобілі в тому ж класі. Розробники прагнучи до економічності споживання пального, зменшили вагу до 420 кілограмів (третина ваги Prius).
Суміщає технологію зменшення використання палива (FFV) і вбудований гібридний силовий агрегат з робочим об'ємом всього 500 см3, яка робить можливим зарядку від зовнішнього джерела енергії і збільшує відстань, яку можна подолати на електричній тязі. Таким чином, крім того, що цей автомобіль пристосований до використання різних видів палива, він виділяє менше вуглекислого газу і допомагає зменшити забруднення повітря.
Автомобіль має систему заднього приводу. Силовий агрегат знаходиться під заднім сидінням, будучи частиною інноваційної і високоефективної компоновки. При виготовленні каркаса кузова використаний легкий, але дуже жорсткий пластик, армований вуглецевим волокном, що дозволяє досягти високого рівня безпеки при зіткненнях, в той же час роблячи можливими вужчі стійки кузова, що розширює огляд місцевості для водія.